# Crenicichla tesay
Crenicichla tesay es una especie de pez que integra el género Crenicichla de la familia Cichlidae en el orden de los Perciformes. Fue descrito para la ciencia en el año 2009.

## Distribución geográfica
Este pez habita en el centro-este de América del Sur, en aguas de la cuenca del río Paraná en el noreste de la Argentina, específicamente en el extremo norte de la provincia de Misiones, en la cuenca del alto río Iguazú.